# ديمقراطية اقتصادية

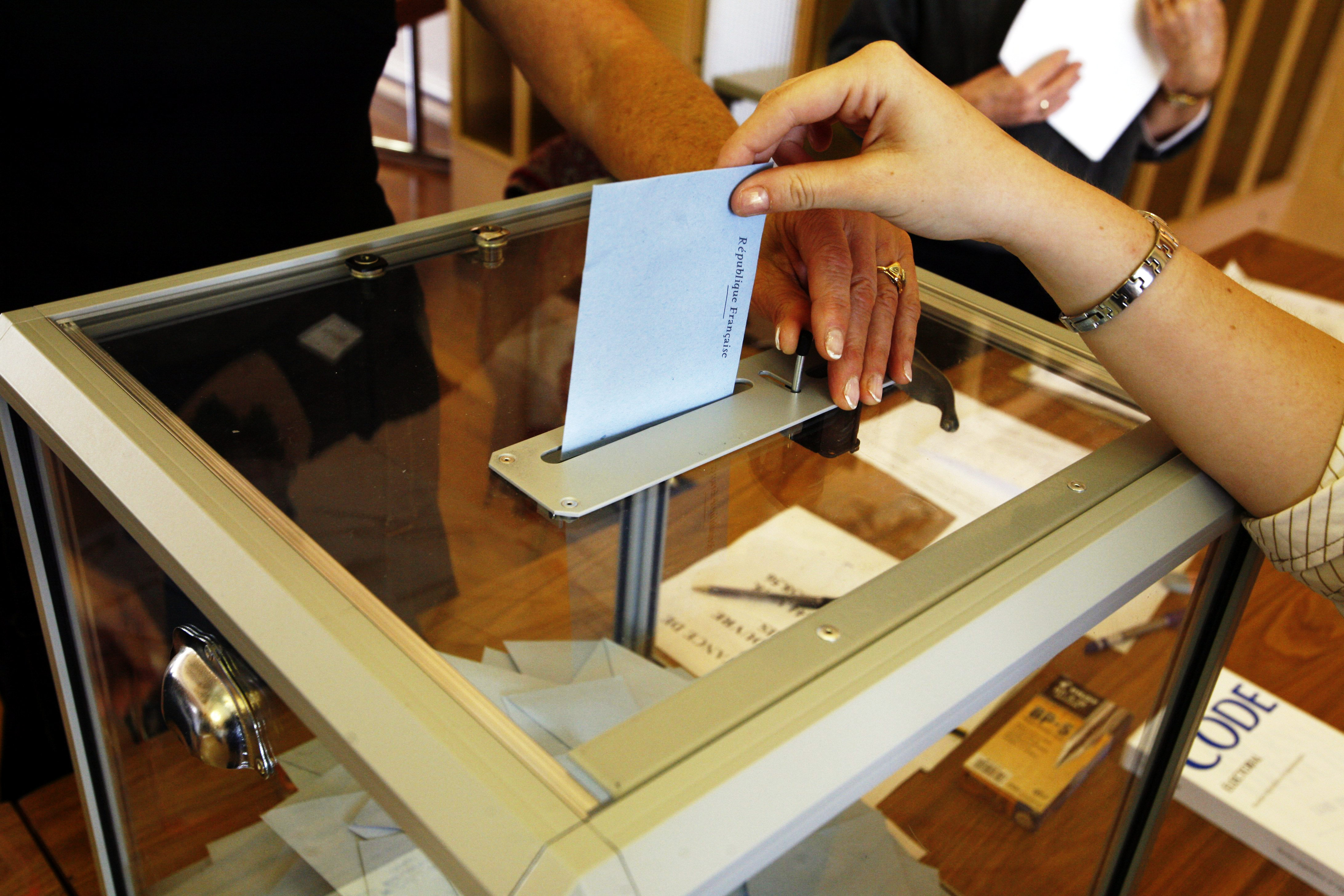

الديمقراطية الاقتصادية فلسفة اقتصادية-اجتماعية تدعو إلى نقل سلطة صنع القرار من يد المساهمين إلى مجموعة أكبر من أصحاب المصلحة العامة كالعمال والموزعين وأبناء الأحياء وجماهير العامة.
لا يوجد تعريف واحد للديمقراطية الاقتصادية، لكن معظم أنصارها يدعون بأن علاقات الملكية الخاصة الحديثة تضخم التكاليف وتخضع المصلحة العامة والرفاه العام لسيطرة الربح الخاص، وتمنع أي شكل من أشكال المشاركة الجماعية والديمقراطية في النشاط الاقتصادي. بالإضافة إلى هذه القضايا الأخلاقية، يدعي أنصار الديمقراطية الاقتصادية تقديم حلول عملية لمشكلة فجوة الطلب الفعال، الملازمة للرأسمالية.
يدعي الليبراليون الكلاسيكيون بأن وسائل الإنتاج يجب أن تملك من قبل الأفراد أو الشركات، وبأن النظام الرأسمالي، الذي يوفر الحريات الاقتصادية ويتيح إمكانية التملك الخاص، هو ديمقراطية اقتصادية. بينما يرفض أنصار الديمقراطية الاقتصادية هذا الادعاء بحجة أن المستهلك في النظام الرأسمالي لا يشارك في إدارة الشركات ولا يتحكم بتحديد ملكية وسائل الإنتاج أو بتوزيع الدخل المتولد عنها.
يشير دعاة الديمقراطية الاقتصادية بأن الرأسمالية عموماً تميل إلى عرقلة المجتمع ومنعه من كسب الدخل الكاف لشراء انتاجه.
إن احتكار الشركات للموارد يخلق عادة نقصاً مصطنعاً يؤدي إلى اختلال التوازن الاجتماعي والاقتصادي وبالتالي الحد من الفرص الاقتصادية للعمال وتقلص القوة الشرائية للمستهلك.
تطرح الديمقراطية الاقتصادية بشكل عام كجزء من إيديولوجيا اقتصادية-اجتماعية أوسع، حيث تعتبر نظرية قائمة بذاتها، كما في الاشتراكية الديمقراطية. كما تطرح أحياناً كجزء من برنامج إصلاحي متنوع. فالديمقراطية الاقتصادية تفتح المجال أمام الديمقراطية السياسية كاملةً والحقوق السياسية كاملةً.
تم اقتراح نظريات ديمقراطية اقتصادية تستند على السوق، وأخرى تستند على نظام خال من السوق.

## نقص الطلب الفعال
وفقا لكثير من المحللين، تكمن المشكلة الاقتصادية الأساسية في عدم قدرة المجتمع الحديث على كسب ما يكفي من الدخل لشراء انتاجه. فعلى سبيل المثال، يدعي الجغرافي ديفيد هارفي أن إنفاق أجور العمال هو مصدر من مصادر الطلب الفعال، ولكن مجموع الأجور الإجمالية هو دائما أقل من إجمالي رأس المال المتداول (وإلا لن يكون هناك أي الربح)، وبالتالي فإن شراء السلع اليومية (حتى مع وجود نمط حياة في الضواحي) ليس كافياً على الإطلاق لبيع الناتج الإجمالي.
يشير دافيد شوايكارت في كتاب ما بعد الرأسمالية إلى أن النظام الرأسمالي الحالي يتميز بالنقاط التالية:
- معظم وسائل الإنتاج مملوكة من قبل القطاع الخاص، سواء من قبل أفراد أو من قبل شركات.
- الأسعار تحدد عن طريق المنافسة الصرفة، وليس عن طريق سياسة تسعير رسمية.
- معظم الناس الذين يعملون بأجر في المجتمع، يعملون لأناس آخرين، وبالتالي يعتبر أغلب أعضاء المجتمع «عمالاً أجيرين».

و في النظام الرأسمالي، يعتمد سوق الأسعار على العرض و الطلب. وتسعى جميع المشاريع والشركات إلى تخفيض تكاليف الإنتاج، وزيادة المبيعات، وتضخيم الأرباح.
فإذا ما تم إعطاء المنتجين أقل من مساهماتهم الإنتاجية، فأنهم لن يستطيعوا شراء جميع السلع المنتجة كمستهلكين. فتنخفض ثقة المستثمر، مما يؤدي بدوره إلى انخفاض الإنتاج والعمالة. إن عدم الاستقرار الاقتصادي هذا سببه تناقض مركزي: الأجور هي في نفس الوقت تكلفة إنتاجية ومصدر أساسي للطلب الفعال، مما يسبب نقص الطلب الفعال.
إن التوظيف الكامل والقضاء النهائي على البطالة أمر مستحيل في ظل الرأسمالية. حيث لا يمكن الاعتماد على مبدأ «اليد الخفية» لآدام سميث في توجيه القوى الاقتصادية على نطاق واسع.

## الإمبريالية
تعرف الإمبريالية على أنها إقامة علاقات اقتصادية، ثقافية، وإقليمية غير متكافئة، تقوم على الهيمنة والتبعية، غالباً ما بين الدول، وأحياناً في ظل إمبراطورية.
كان لينين يرى الإمبريالية كأعلى مراحل الرأسمالية. أكد لينين أن دمج البنوك والكارتلات الصناعية أدى إلى صعود الرأسمال المالي، الذي تم تصديره بعد ذلك (بدلاً من السلع) لتحقيق أرباح أكبر من الأرباح التي يمكن للسوق المحلية أن تحققها. فأصبحت السلطة السياسية والمالية مقسمة مابين الشركات الاحتكارية العالمية والدول الأوروبية، مما دفعها لاستعمار أجزاء كبيرة من العالم.
أدى هذا التوسع الاحتكاري إلى سيطرة قلة قليلة فقط على الثروة في العالم، مقابل الإفقار الممنهج للدول المستعمرة. ففي ظل الرأسمالية الحديثة اليوم، يملك 500 فرد فقط ثروة أكبر من ثروة نصف سكان الأرض.
أما في الولايات المتحدة الأمريكية، تعادل ثروة 1% فقط من السكان ثروة 90% من باقي السكان.

## نماذج مقترحة من الديمقراطية الاقتصادية
يشير دافيد شوايكارت إلى أن التوظيف الكامل والدخل الأساسي المضمون أمران مستحيلان في ظل القيود التي يفرضها النظام الرأسمالي. وذلك لأن البطالة سمة رئيسية من سمات الرأسمالية وليست مؤشراً على فشلها. فيعتبر أن الرأسمالية غير متوافقة تماماً مع الديمقراطية الحقيقية، نظراً للعجز الديمقراطي الذي تخلقه في مجال إدارة كل من أماكن العمل والاستثمارات الجديدة. وينحاز شوايكارت إلى فكرة إقامة نظام اقتصادي جديد، بدلاً من إصلاح القديم.
يعتبر الناشط النقابي آلان إنجلر أن الديمقراطية الاقتصادية هي بديل الطبقة العاملة عن الرأسمالية، حيث ذكر في كتابه الديمقراطية الاقتصادية ما يلي:
«عندما تكون الديمقراطية الاقتصادية - أي عالم من المساواة الإنسانية والديمقراطية والتعاون - هي البديل، لن ينظر للرأسمالية حينها باعتبارها أهون الشرين. عندما تكون الطبقة العاملة، وليس الحزب الثوري هي حامل التحول الاجتماعي، سيستند التغيير إلى تنظيم مكان العمل وتعبئة المجتمع والعمل السياسي الديمقراطي. سيكون الهدف هو تحويل الرأسمالية إلى الديمقراطية الاقتصادية من خلال مكتسبات وإصلاحات من شأنها أن تحسن من ظروف المعيشة، حيث تُستبدل، بأسلوب منهجي، استحقاقات أصحاب الثروة باستحقاقات الإنسان، والملكية الرأسمالية بملكية المجتمع، وعلاقات السيد والعبد بعلاقات الديمقراطية في مكان العمل.»
يعتبر دافيد شوايكارت أن الديمقراطية ليست قيمة سياسية فقط، بل قيمة اقتصادية أيضاً. حيث أن المشكلة بالنسبة له ليست في الاختيار بين التخطيط والسوق، بل في تكامل الأثنين في إطار ديمقراطي.
تم طرح العديد من نماذج الديمقراطية الاقتصادية، بعضها يستند إلى السوق، وبعضها الآخر يقوم بدون سوق.
يقول شوايكارت بأنه يمكن تعريف الديمقراطية الاقتصادية السوقية من خلال ثلاث سمات هي:
- إدارة العمال الذاتية: تتم إدارة جميع المشاريع الانتاجية ديمقراطياً من قبل العاملين فيها.
- الرقابة الاجتماعية على الاستثمار: يتم إنشاء صناديق جديدة للاستثمار يمولها رأس المال الأصول الضريبية والتي تعود إلى الاقتصاد من خلال شبكة من البنوك الاستثمارية العامة.
- السوق: تتفاعل الشركات مع بعضها البعض ومع المستهلكين في ظل غياب رقابة حكومية على الأسعار إلى حد كبير. يتم بيع وشراء جميع المواد الخام، والآلات والسلع الاستهلاكية بأسعار تحدد بشكل رئيسي من قبل قوى العرض والطلب.

فبينما تقوم الرأسمالية على الملكية الخاصة، السوق، والعمل المأجور. لم يقم النموذج السوفيتي (نموذج التخطيط المركزي) بإلغاء العمل المأجور، على الرغم من إلغائه للملكية الخاصة والسوق.
تبدأ معظم نماذج الديمقراطية الاقتصادية المقترحة بإلغاء العمل المأجور. نموذج شوايكارات يذهب أبعد من ذلك بحيث يلغي الملكية الخاصة للموارد الإنتاجية، بينما توصي مقترحات أخرى بإلغاء السوق كذلك.

### إدارة العمال الذاتية
ذكر المسشتار المخضرم للبنك الدولي، ديفيد إيليرمان، في كتابه الشركة الديمقراطية التالي:
«في عالم اليوم، يستند الشكل الرئيسي للشركات (العامة والخاصة) على الإتجار بالكائنات البشرية. مهمتنا تتمثل ببناء البديل. في الشكل البديل للشركات، يتم إلغاء التوظيف ويستبدل بمبدأ العضوية. لا تتطلب الديمقراطية الاقتصادية إلغاء الملكية الخاصة، بل إلغاء علاقات التوظيف والعمل المأجور. يمكن للديمقراطية أن تتواجد في مكان العمل في ظل الملكية الخاصة. وتكون نتيجة الاتحاد شركة ديمقراطية مملوكة من قبل العمال.»
اعتبر إيليرمان أن كل عقود العمل باطلة، لأن العمل البشري لا يمكن بيعه أو شراؤه. وخلص إلى أن إلغاء عقود العمل والتوظيف أهم من إلغاء الملكية الخاصة، حيث أن الشركات يمكن أن تشرك، ولكن تبقى خاصة، بمعنى أنها لا تكون مملوكة من قبل الحكومة.
في ظل إدارة العمال الذاتية، يتم إدارة جميع المشاريع الإنتاجية من قبل العاملين فيها. يصبح العمال مسؤلين عن تشغيل المرفق، بما في ذلك التنظيم والانضباط، تقنيات الإنتاج، الأسعار، وتوزيع المنتجات. تتخذ القرارات المتعلقة بالتوزيع بشكل ديمقراطي. وتحل مشكلة السلطة من خلال التمثيل الديمقراطي. يتم اختيار الإدارة من قبل العمال بدلاً من أن يتم تعيينها من قبل الدولة.

### الرقابة على الاستثمار
الديمقراطية الاقتصادية لا تعتمد على المدخرات الخاصة أو الاستثمار الخاص في التنمية الاقتصادية.
يتم فرض ضريبة موحدة على الأصول الرأسمالية في ظل الديمقراطية الاقتصادية، وتجمع هذه الضرائب وتستثمر من قبل السلطة المركزية. يتم تورزيع الأموال على كل المجتمع، على أساس حصة الفرد. ثم توزع على البنوك العامة وبعدها على الشركات التي تحقق أرباحاً كبيرة وتشغل أعداداً كبيرة من العاملين.
يتم إنشاء مصارف استثمارية على مستويين: محلي ووطني.
تكون جميع المصارف عامة، وليست خاصة. وتكون وظيفة هذه المصارف تقديم المنح لمشاريع العمل.
تساهم الرقابة الاجتماعية على الاستثمار، في ظل الديمقراطية الاقتصادية، في القضاء على البطالة وتحقيق التشغيل الكامل لأفراد المجتمع.

### السوق
.
إن هذا النمط من الديمقراطية الاقتصادية هو عبارة عن اقتصاد سوق، على الأقل فيما يتعلق بتخصيص السلع الاستهلاكية والرأسمال. تقوم الشركات بشراء الآلات والمواد الخام من الشركات الأخرى، وتبيع منتوجاتها للمستهلكين. تنظيم الأسعار يكون قليلاً، حيث تخضع الأسعار بشكل رئيسي لتأثير العرض والطلب، مع وجود دعم ورقابة عليها.
يساهم السوق في تقديم مساعدة للمخططين والمنتجين، لمعرفة كم ونوع ما يتم إنتاجه، من خلال آلية تسعيره المتأثرة بالعرض والطلب.
كما تساهم المنافسة في السوق في زيادة حوافز المنتجين.
يدعي أنصار هذا النموذج بأن نظام التخطيط المركزي ينطوي على عيوب عديدة، لعدم فعاليته وتركيزه للسلطة.
تسعى الشركات في ظل هذا النمط إلى تحقيق الربح. ومع ذلك، يكون حساب الأرباح في الشركات التي يديرها عمالها مختلف عن حسابها في ظل الرأسمالية. فالعمل في الشركة الرأسمالية يحسب من حيث التكلفة. على عكس المؤسسات التي يديرها عمالها، التي لا يعتبر العمل فيها عامل إنتاج آخر. فبعد دفع جميع التكاليف والضرائب، يتقاسم العمال كل ما تبقى.
يتم إلغاء التجارة الحرة في ظل الديمقراطية الاقتصادية، وتستدبل بالتجارة العادلة. وفي ظل الديمقراطية الاقتصادية أيضاً، لن يكون هناك تدفق للرأسمال عابر للحدود، ولا يمكن للشركات أن تنتقل إلى الخارج، كونها مدارة ديمقراطياً من قبل العاملين فيها. كما لن يكون بالإمكان بيع وشراء السندات والأصول.

### الديمقراطية الاقتصادية كجزء من الديمقراطية الشاملة
تعتبر الديمقراطية الاقتصادية مكون أساسي لنموذج «الديمقراطية الشاملة» لصاحبه تاكيس فوتوبولس، الذي يدعو إلى إقامة مجتمع بلا دولة، بلا نقود، وبلا سوق، يحول دون تراكم خاص للثروة ودون مأسسة امتيازات بعض شرائح المجتمع. من غير الاعتماد على «أسطورة» مجتمع ما بعد الندرة، ومع عدم التضحية بحرية الاختيار.
يعتمد هذا النظام اعتماداً كلياً على: 1) مبدأ التخطيط الديمقراطي الذي ينطوي على عملية التفاعل مابين جمعيات أماكن العمل، والجمعيات الشعبية، والجمعيات الكونفدرالية. 2) سوق اصطناعية تستخدم نظام القسائم، وتضمن حرية الاختيار، متجنبة الآثار السلبية للأسواق الحقيقية. وعلى الرغم من أن دافيد بيبر يسمي هذا النظام «شكل من أشكال المال الذي يعمل وفق نظرية العمل في القيمة», إلا أن القسائم ليست مالاً كونها ليست وسيلة عامة للتبادل أو لتخزين الثروة.

## أجندات إصلاحية
تميل الأجندات الإصلاحية إلى انتقاد النظام القائم واقتراح حلول تصحيحية، لكنها لا تقترح بالضرورة نماذج بديلة تحل محل البنى الأساسية للرأسمالية؛ الملكية الخاصة لوسائل الإنتاج، وعمل الرواتب والسوق.

### الجمعيات التعاونية
الجمعية التعاونية هي جمعية مستقلة مكونة من أشخاص متحدين بشكل طوعي بغية تلبية حاجاتهم وطموحاتهم الاقتصادية والاجتماعية والثقافية المشتركة من خلال مؤسسة مشتركة الملكية ومحكومة بشكل ديمقراطي. تلعب الجمعيات التعاونية بأسمائها المتنوعة دورًا أساسيًا في جميع أشكال الديمقراطية الاقتصادية. تُصنف هذه الجمعيات التعاونية إلى جمعيات استهلاكية وجمعيات عمالية، ويعتبر نموذج عملها أساسيًا لتحقيق مصالح الديمقراطية الاقتصادية.
يذكر بيان هوية الجمعيات التعاونية الصادر عن اتحاد الجمعيات التعاونية الدولي أن «الجمعيات التعاونية هي منظمات ديمقراطية محكومة من قبل أعضائها الذين يشاركون بشكل فعال في وضع السياسات واتخاذ القرارات. يعتبر الرجال والنساء المشاركون في الجمعيات التعاونية ممثلين منتخبين مسؤولين عن عضويتهم. في الجمعيات التعاونية الأولية يملك الأعضاء حقوقًا تصويتية موحدة (لكل عضو صوت واحد) كما أن الجمعيات التعاونية في المستويات الأخرى منظمة بشكل ديمقراطي».

### الجمعيات التعاونية العمالية
تبعًا لاتحاد الجمعيات التعاونية العمالية في الولايات المتحدة الأمريكية «الجمعيات التعاونية العمالية هي هيئات عمل يملكها أعضاؤها، أي الأشخاص الذين يعملون فيها. الصفتان الأساسيتان في الجمعيات التعاونية العمالية هما 1: يستثمر العمال في العمل ويملكونه في الوقت ذاته 2: يجري اتخاذ القرارات بشكل ديمقراطي، معتمدًا عمومًا على مبدأ صوت واحد لكل عامل». تحتل الجمعيات التعاونية العمالية كثيرًا من القطاعات والصناعات في الولايات المتحدة، خصوصًا في الشمال الشرقي والساحل الغربي والغرب الأوسط الأعلى، شاملة 300 مكان عمل ديمقراطي في الولايات المتحدة الأمريكية، وموظفة أكثر من 3500 شخص ومنتجة أكثر من 400 مليون دولار كدخل سنوي. في حين أن بعضها يكون شركات كبيرة، تعتبر غالبية هذه الجمعيات صغيرة نسبيًا. شهدت مجالات التكنلوجيا والعناية بالصحة المنزلية معظم التزايد في السنوات الأخيرة، إذ نمت الجمعيات التعاونية العمالية بشكل ثابت بين عامي 1990 و2010.
تستخدم الجمعيات التعاونية العمالية بشكل عام قانونًا صناعيًا مدعوًا باسم ديمقراطية مكان العمل، والذي يرفض تطبيق علاقة ’السيد والخادم’ في عقد العمل التقليدي. تبعًا لويلكنسون وبيكيت، لا تكفي الملكية أو المشاركة لوحدهما من أجل إقامة الديمقراطية في مكان العمل. «معظم مخططات الملكية المشتركة لا تعدو أن تكون مخططات تحفيزية هادفة إلى جعل الموظفين أكثر طاعة للإدارة، وإلى توفير أرضية آمنة للتقاعد في بعض الأحيان.. من أجل صناعة فارق حقيقي في أداء الشركة، يجب أن تشترك الملكية المشتركة مع أشكال أكثر تشاركية للإدارة». أضاف داهل أن علينا عدم الخلط بين الشركات ذاتية الإدارة وبقية أشكال الإدارة المشابهة، إذ قال:
«لا تعدو الشركات ذاتية الحكم أن تكون مشابهة من بعيد لمخططات استشارة الموظفين الديمقراطية الزائفة، وهي مخططات المشاركة المحدودة للموظفين التي تترك جميع القرارات الحاسمة للإدارة المنتخبة من قبل أصحاب الأسهم، أو مخططات ملكية الموظفين للأسهم التي كان الهدف الوحيد من إنشائها تزويد الشركات بقروض قليلة الفائدة أو ضرائب دخل شركات أقل أو تدفق أكبر من النقد أو خطط مالية تقاعدية للعمال أو سوق من أجل بيع الأسهم، دون أي تغيير حقيقي في سياسة الإدارة والحكم».

## مواضيع ذات صلة
- اشتراكية ديمقراطية
- ديمقراطية اشتراكية
- اقتصاديات تشاركية
- إدارة العمال الذاتية
- ديمقراطية مباشرة
- اشتراكية السوق
- اقتصاد مختلط
- اقتصاديات تشاركية
- اقتصاد مخطط لامركزياً
- اشتراكية